# Проклятье голодающего класса
«Проклятье голодающего класса» — американский кинофильм. Экранизация пьесы Сэма Шепарда. Премьера состоялась в сентябре 1994 года на Фестивале Американского Кино в Довиле (Deauville American Film Festival).

## Сюжет
Фильм рассказывает о последних днях одной американской семьи. Уэстон Тейт, алкоголик и ветеран Вьетнама, пытается изо всех сил удержать в своих руках семейную ферму, которую вот-вот могут забрать за долги кредиторы. Его жена Элла, от которой Уэстон отдаляется всё больше и больше, старается сохранить свою семью вместе, хотя нередко мечтает уйти отсюда и улететь в Париж. Пара растит двоих детей, Уэсли и Эмму, стоящих на грани совершеннолетия и лишённых счастливого детства по причине постепенного упадка фермы.

## В ролях
- Джеймс Вудс — Уэстон Тейт
- Кэти Бейтс — Элла
- Рэнди Куэйд — Тейлор
- Генри Томас — Уэсли
- Кристин Фиорелья — Эмма
- Луис Госсетт-младший — Эллис